# 朝鮮キネマ
朝鮮キネマ株式会社（ちょうせんキネマ-、1924年7月11日 設立 - 1927年 倒産）は、かつて存在した日本統治時代の朝鮮（現在の大韓民国）の映画会社である。

## 略歴・概要
1924年（大正13年）7月11日、当時日本が統治していた朝鮮・釜山府本町5丁目19番地（現在の釜山広域市中区東光洞5街）に設立される。同府内・西町二丁目12（現在の中区新昌洞2街12 ）に存在した日蓮宗妙覚寺の別院・日蓮宗妙覚寺の婿養子に入った高佐貫長（のちの高佐日煌）が中心となり、釜山の財界の協力を得、釜山銃砲火薬店の名出音一を代表とし、阿久津正明を支配人とした。近辺の伏兵山に撮影所を建設、日蓮宗を伝道することを目的とした映画を製作、移動上映を中心に配給・興行した。
取締役に就任した高佐は、撮影所を統括し、「王必烈」のペンネームで脚本を書き、映画を監督した。高佐の映画製作に関する素養は、横浜の大正活映でトーマス・栗原に薫陶を受けたものとされる。同年、設立第1作として『海の秘曲』を日活と提携製作、同年11月24日に東京・浅草公園六区の三友館等で劇場公開された。
1926年（昭和元年）に製作した『アリラン』は同年10月1日に公開され、本土の上映は、当時メトロ・ゴールドウィン・メイヤー（MGM）の輸入代理店であったヤマニ洋行が行うべく、同年12月22日に検閲を受けた記録がある。
1927年（昭和2年）、倒産する。高佐は釜山・妙覚寺を去って本土に戻り、『日宗新報』の主筆となるが、同紙は同年廃刊となっている。
Internet Movie Databaseの Chosun Kinema の項に掲載されている1935年（昭和10年）以降の作品との関係は#Chosun Kinemaの節に詳述する。

## おもなフィルモグラフィ
中田久人の『朝鮮劇映画作品リスト（1919-1993）』を参照した「朝鮮キネマ株式会社」（釜山でお昼を）のリストを基本とし、日本映画データベース、Internet Movie Databaseで補完した。
- 『海の秘曲』 : 監督尹白南、脚本王必烈（高佐貫長）、1924年11月24日
- 『寵姫の恋』 : 監督・脚本尹白南、1925年1月17日
- 『一神の装い』 : 監督李慶孫、脚本王必烈、1925年3月28日
- 『村の英雄』 : 監督・脚本王必烈、1925年10月19日
- 『闇光』 : 監督王必烈、1925年[8]
- 『籠の中の鳥』 : 監督李圭卨、脚本津村秀一（羅雲奎）、1926年6月19日
- 『アリラン』 : 監督・脚本羅雲奎、1926年10月1日
- 『風雲児』 : 監督羅雲奎、脚本五奎女史、1926年11月1日（12月18日とも[9]）
- 『仮面踊り』 : 監督羅雲奎、脚本沈薫、1927年
- 『野鼠』 : 監督・脚本羅雲奎、1927年4月14日
- 『金魚』 : 監督羅雲奎、脚本金容国、1927年8月6日
- 『角のとれた飴牛』 : 監督金兌鎮、脚本金兌鎮、1927年11月5日

## Chosun Kinema
Internet Movie Databaseの Chosun Kinema の項には、朝鮮キネマ株式会社が製作した作品である『アリラン』（Arirang）、『風雲児』（Soldier of Fortune）、『野鼠』（Field Mouse）のほか、同社の倒産後7年が経過した1935年（昭和10年）以降の作品が8作リストアップされている。
なかでも1943年（昭和18年） - 1944年（昭和19年）の時期の作品群、Portrait of Youth, Geogyeong jeon, Byeong jeongnim はそれぞれ、『若き姿』（1943年、監督豊田四郎）、『巨鯨伝』（1944年、監督方漢駿）、『兵隊さん』（同）であり、これらは1942年（昭和17年）9月に日本が朝鮮に設立した国策映画会社「朝鮮映画製作株式会社」の作品が、混同されているものである。
1935年（昭和10年） - 1936年（昭和11年）の時期の作品群、Salsucha, Fig Tree, Shadow, Incident of the 7th Bamboo Flute の4作は、それぞれ『撒水車』（1935年、監督方漢駿）、『無花果』（同年、監督羅雲奎）、『影』（同）、『七番通小事件』（1936年、同）であるが、製作会社については不明である。上記国策会社とも異なる「朝鮮映画株式会社」が設立されたのは、1937年であるので、これには当たらない。
残る1作 The Nature of Cheju Island （Chejudo pungtoki, 済州島風土記）は、日本統治後の1946年4月15日に公開されているが、製作がいずれの企業によるものかは不明である。

## 関連事項
- 日本統治時代の朝鮮の映画作品の一覧